# Pearl Thompson

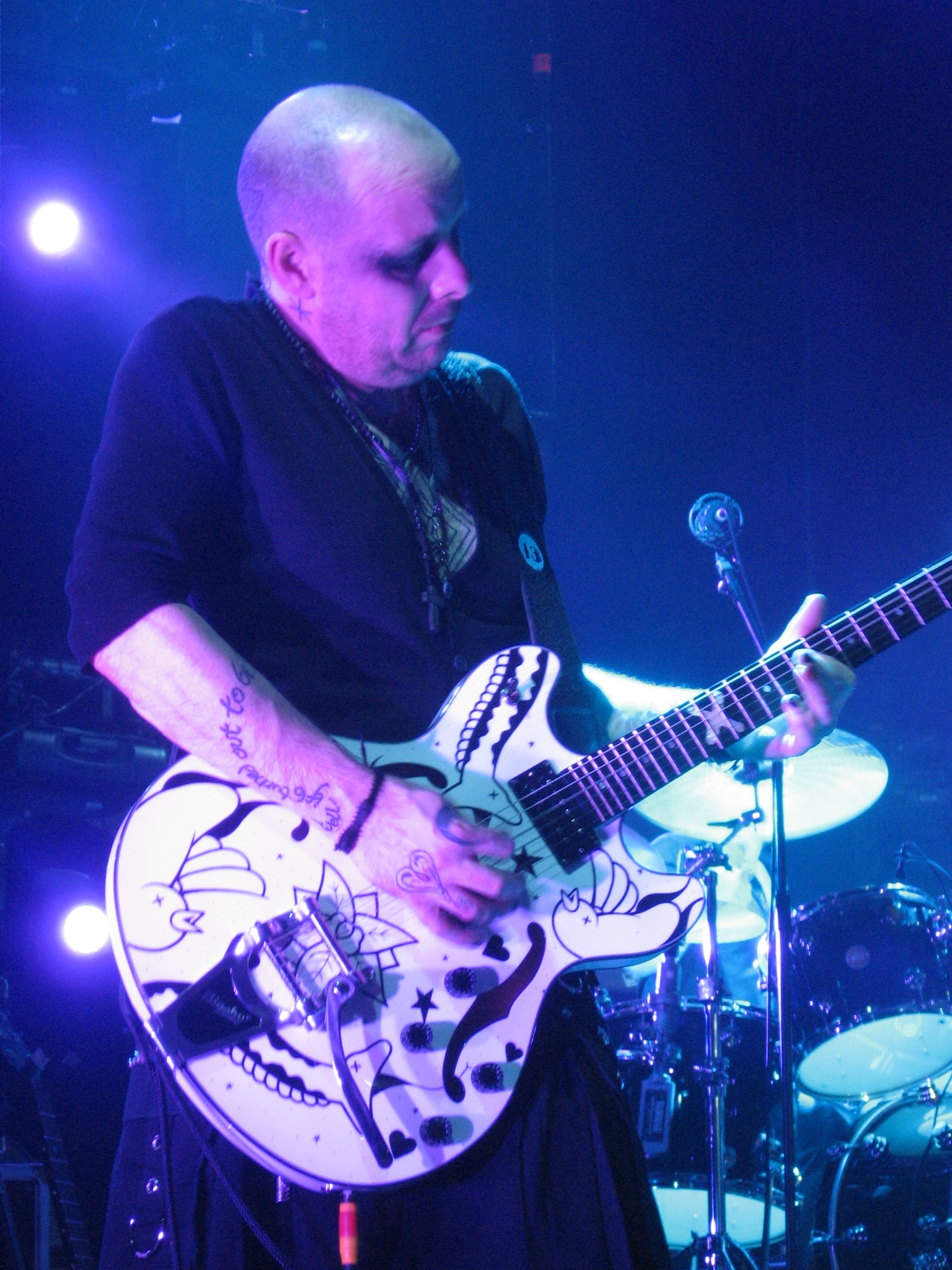
Porl Thompson in Schweden 2007

Pearl Thomson, zuvor Porl (Paul) Stephen Thompson (* 8. November 1957 in London) ist ein englischer Gitarrist und Kunstmaler.
Thompson war erstmals von 1983 bis 1993 Mitglied der britischen Alternative-Band The Cure. Außerdem war er mit seiner Firma Parched Art für die Gestaltung einiger Cure-Cover zuständig und trug mit seinem unnachahmlichen Stil nicht unerheblich zum Image der Band bei. Nach seinem zweiten Ausstieg bei The Cure machte er sich auch als Kunstmaler einen Namen und stellte seine Werke in namhaften Galerien in England, den USA und Australien aus. Zudem spielte er in den 90er Jahren als Gitarrist bei Page & Plant. Von 2005 bis 2011 spielte Thompson erneut bei The Cure. Nach seinem erneuten Ausstieg startete er 2012 eine Online-Auktion seines kompletten bei The Cure benutzten Equipments und verschiedener von ihm für die Cover der Band entworfener Kunstwerke. Er gab sich ein zunehmend weibliches Äußeres und änderte 2012 seinen Vornamen in 'Pearl'.